# Heptoza
Heptoza je monosaharid sa sedam atoma ugljenika.
Heptoze imaju bilo aldehidnu funkcionalnu grupu u poziciji 1 (aldoheptoze) ili ketonsku funkcionalnu grupu u poziciji 2 (ketoheptoze).
Poznato je više primera prirodnih C-7 šečera, među njima su:
- Sedoheptuloza ili D-altro-heptuloza (ketoza), rani intermedijar u biosintezi lipida A
- Manoheptuloza, prisutna u avokadu
- -glicero-D-mano-heptoza (aldoza), kasni intermedijar u biosintezi lipida A.

Ketoheptoze imaju 4 hiralna centera, dok aldoheptoze imaju 5.

## Literatura
- Robyt, John F. (1997). Essentials of Carbohydrate Chemistry (1. изд.). Springer. ISBN 978-0-387-94951-2.
- Lindhorst, Thisbe K. (2007). Essentials of Carbohydrate Chemistry and Biochemistry (1. изд.). Wiley-VCH. ISBN 978-3-527-31528-4.